# Le Hommet-d'Arthenay
Le Hommet-d'Arthenay è un comune francese di 557 abitanti situato nel dipartimento della Manica nella regione della Normandia.

## Società

### Evoluzione demografica
Abitanti censiti